# Ctenochaetus
Ctenochaetus é um gênero de peixes da família Acanthuridae.

## Espécies[2]
- Ctenochaetus binotatus (Randall, 1955) Peixe-cirurgião-de-mancha-negra
- Ctenochaetus cyanocheilus (Randall & Clements, 2001) Peixe-cirurgião-de-lábio-azul
- Ctenochaetus flavicauda (Fowler, 1938) Peixe-cirurgião-taitiano
- Ctenochaetus hawaiiensis (J. E. Randall, 1955) Peixe-cirurgião-havaiano
- Ctenochaetus marginatus (Valenciennes, 1835) Peixe-cirurgião-disco
- Ctenochaetus striatus (Quoy & Gaimard, 1825) Peixe-cirurgião-estriado
- Ctenochaetus strigosus (Bennett, 1828)
- Ctenochaetus tominiensis (Randall, 1955) Peixe-cirurgião-de-Tomini
- Ctenochaetus truncatus (Randall & Clements, 2001)